# Большухин, Леонид Юрьевич
Леони́д Ю́рьевич Большу́хин (род. 8 августа 1967, Горький, Горьковская область, РСФСР, СССР) — российский литературовед, исследователь творчества поэта-футуриста В. В. Маяковского, литературный критик, лектор.

## Биография
Родился в городе Горьком, в семье врача. Закончил физико-математическую школу № 40, после чего поступил на экспериментальное отделение научно-технической информации ГГУ им. Н. И. Лобачевского, закончил 2 курса; перешёл на историко-филологический факультет ГГУ им. Н. И. Лобачевского. В ходе учёбы посещал семинары В. А. Грехнева, который оказал большое влияние на формирование научного метода и кругозора исследователя. После окончания учёбы работал на кафедре русской литературы XX века.
Основная область научных интересов — творчество Владимира Маяковского — сформировалась ещё в студенческие годы. Многолетние размышления над художественным миром поэта трансформировались в авторскую концепцию феномена незавершённости лирического героя Маяковского как базового свойства поэтики автора. В 2018 году получил степень PhD (Латвия, Даугавпилс), исследование было посвящено творчеству Маяковского. В соавторстве с д.ф.н. М. А. Александровой была издана монография «Лирический герой Маяковского. Феномен „незавершённости“» (2023). Монография была включена Андреем Россомахиным в список 50 важнейших книг о Маяковском XXI века.
Внёс значительный вклад в понимание мировоззрения Маяковского, в частности, выявил особое положение в его творческой системе стихотворения «А вы могли бы?», где впервые возникает характерный для Маяковского лирический герой.
Разработал авторские курсы по истории русской литературной критики, актуальным проблемам современной литературы.
С 2015 года преподаёт на факультете гуманитарных наук НИУ ВШЭ-Нижний Новгород.
В 2009 году вместе с Ю. Б. Орлицким входил в состав жюри международного поэтического конкурса «Золотая строфа».
Входил в состав жюри городского фестиваля «Молодой литератор» (Нижний Новгород), который повлиял на формирование нижегородской литературной среды.
Вместе с командой преподавателей и магистрантов создал литературно-критический подкаст «Слова», посвящённый современным поэтическим практикам.
Под руководством Большухина на факультете гуманитарных наук НИУ ВШЭ — Нижний Новгород работает театрально-филологическая мастерская (ТФМ), где студенты-филологи переосмысляют произведения XX века в виде театрализованных постановок.
Член Союза писателей РФ. Занимается литературной критикой.

## Научная и педагогическая деятельность
Является академическим руководителем магистерской программы «Современные филологические практики: поэтика, интерпретация, комментарий». Руководит департаментом литературы и межкультурной коммуникации факультета гуманитарных наук НИУ ВШЭ-Нижний Новгород.
Неоднократно был признан лучшим преподавателем НИУ ВШЭ-Нижний Новгород, также был признан преподавателем года по версии издательства «Биржа + карьера» (Нижний Новгород).
Выступает с публичными лекциями по литературе.
В качестве приглашённого преподавателя сотрудничал с университетом имени Масарика (Чехия, город Брно).
В 2007 году подготовил для чешских читателей сборник произведений современных российских прозаиков «Antologie ruskych povidek» (книга издана в городе Брно).
В 2014 году, когда был обнаружен ранее неизвестный автограф Б. Л. Пастернака, Л. Ю. Большухин верифицировал его и представил находку на конференции в Стэнфордском университете. По мнению исследователя, найденная запись связывает творчество Пастернака с философией Шопенгауэра и позволяет прояснить некоторые детали системы персонажей романа «Доктор Живаго».
В 2022 году вместе с Андреем Россомахиным и другими литературоведами подготовил комментированное факсимильное издание стихотворного манифеста В. В. Маяковского «Разговор с фининспектором о поэзии» (книга вышла в серии AVANT-GARDE). Журналист и критик Эдуард Лукоянов отметил, что построчный комментарий к «Разговору» Маяковского, сделанный Большухиным, позволяет современному читателю понять детали ушедшей эпохи и преодолеть инерцию восприятия хрестоматийного текста. Валерий Вьюгин в рецензии для «НЛО», критикуя издание в целом за некоторую нескоординированность авторов в вопросе комментирования и допущенные анахронизмы, отметил как важные фрагменты работы, где разбирается советская система налогообложения, зарплата поэта, стоимость повседневных товаров и услуг в годы создания Маяковским произведения.
Занимается изучением творчества поэтов Серебряного века второго и третьего ряда, таких как Георгий Ечеистов и Лев Гольденов (Голубчик-Гостов). Найденные им материалы позволили прояснить биографию Льва Гольденова и положили начало серии публикаций, посвящённых творчеству поэта.
Является организатором и идейным вдохновителем Международной научной конференции «Опыты чтения», которая проводится ежегодно в НИУ ВШЭ — Нижний Новгород с 2017 года. На VI «Опытах чтения» Л. Ю. Большухин представил первое научное издание альманаха «Без Муз», подготовленное им совместно с Андреем Россомахиным и Александром Парнисом (издательство «ДА²», Санкт-Петербург). «Без муз» был задуман как периодическое издание, но в свет вышел только один номер, где опубликованы произведения таких авторов, как Н. Асеев, Р. Ивнев, В. Хлебников, В. Шершеневич.